# 弗勒姆施泰特
弗勒姆施泰特（德語：Frömmstedt，發音：[ˈfʁœmʃtɛt]）是德国图林根州瑟默达县曾经的一个市镇，面积12.11平方千米，2017年12月31日人口为500人。2019年1月1日，弗勒姆施泰特与另外2个市镇并入市镇金德尔布吕克。